# Ute Steppin
Ute Steppin, geborene Ute Oldenburg, (* 31. Mai 1965 in Crivitz) ist eine ehemalige deutsche Volleyballspielerin.
Ute Steppin war 426-fache deutsche Nationalspielerin, nur Renate Riek absolvierte mehr Länderspiele. 1983 und 1987 wurde sie mit der Volleyball-Nationalmannschaft der DDR Europameister. 1983 wurden die Europameisterschaften der Frauen in der DDR ausgetragen, wo die Gastgeber als erste deutsche Mannschaft Europameister wurden. Das Finalspiel der Europameisterschaft 1983 fand in Rostock statt. 1988 nahm sie mit der Volleyball-Nationalmannschaft der DDR an den Olympischen Spielen in Seoul teil und belegte dort den fünften Platz. 1996 nahm sie mit der deutschen Volleyball-Nationalmannschaft an den Olympischen Spielen in Atlanta teil und belegte dort den achten Platz. Ute Steppin spielte für SC Traktor Schwerin, später Schweriner SC, und wurde mehrfach DDR-Meister und Deutscher Meister sowie FDGB-Pokalsieger.
Heute arbeitet Ute Steppin als Fachinformatikerin und lebt in Leezen am Schweriner See. Sie ist verheiratet und hat einen Sohn Bastian, der ebenfalls Volleyball spielt.